# Oliarus sudanica
Oliarus sudanica är en insektsart som beskrevs av Victor Lallemand 1925. Oliarus sudanica ingår i släktet Oliarus och familjen kilstritar. Inga underarter finns listade i Catalogue of Life.